# Yecheon
Quận Yecheon (Hán-Việt: Lễ Tuyền) là một quận ở đạo (tỉnh) Gyeongsang Bắc, Hàn Quốc. Quận này có diện tích 660,7 km², dân số năm 2001 là 58.081 người.  Quận này bao gồm 12 đơn vị hành chính (11 diện và 1 ấp).